# 菅野温夫
菅野温夫（すがの あつお）は、日本のネーチャー・アーティスト、アートディレクター。

## 来歴・人物
1947年岡山県生まれ。武蔵野美術短大卒業。
子供向けのテレビ番組の企画担当、演出担当、美術監督としても活躍している。代表作はフジテレビ系「ポンキッキーズ」等。
抽象玩具のデザインや自然のものを使った造形活動も行っている。また、美術大学の講師も務めている。

## 手掛けた番組

### ディレクター
- ひらけ!ポンキッキ（フジテレビ系）
- ポンキッキーズ（フジテレビ系）
- ポンキッキーズ21（フジテレビ系）
- ポンキッキ（フジテレビ系）
- Beポンキッキ（BSフジ）
- beポンキッキーズ（BSフジ）

### 演出
- きかんしゃトーマス（第1シリーズ〜第8シリーズ、吹替演出・一部楽曲等）
- きかんしゃトーマス 魔法の線路

## その他携わった企画
- ディズニー公式HP内「ディズニーファミリータイム」（ナビゲーター）